# 阿武隈パーキングエリア
阿武隈パーキングエリア（あぶくまパーキングエリア）は、福島県白河市にある東北自動車道のパーキングエリアである。東北自動車道福島県内で最も南に位置するパーキングエリアである。

## 施設
2021年（令和3年）9月30日をもって、上下線ともにフードコート・ショッピングコーナーの営業を終了した。

### 上り線（宇都宮・東京方面）
- 駐車場[2]
  - 大型 19台
  - 小型 28台
  - 身障者用
    - 小型 1台
- トイレ[2]
  - 男性 大3（和式1・洋式2）・小9
    - オストメイト対応設備が設置されている[3]。

  - 女性 9（和式3・洋式6）
    - オストメイト対応設備が設置されている[3]。
    - 同伴の男児用1

  - 車椅子用 1
- E-NEXCO Wi-Fi SPOT
- 喫煙所
- 自動体外式除細動器（AED）

### 下り線（福島・仙台方面）
- 駐車場[4]
  - 大型 46台
  - 小型 31台
  - 身障者用
    - 小型 1台
- トイレ[4]
  - 男性 大3（和式1・洋式2）・小9
    - オストメイト対応設備が設置されている[3]。

  - 女性 9（和式3・洋式6）
    - オストメイト対応設備が設置されている[3]。
    - 同伴の男児用1

  - 車椅子用 1
- 自動販売機
- E-NEXCO Wi-Fi SPOT
- 喫煙所
- 自動体外式除細動器（AED）

## バス路線
- 高速バス夢街道会津号の昼行便は、当PAで休憩を行う。

## 隣
- E4 東北自動車道
  - (14)白河IC - (14-1)白河中央SIC - 阿武隈PA - (15)矢吹IC